# 4.9.0 Friedhof Chiller
4.9.0 Friedhof Chiller ist ein deutsches Hip-Hop-Trio aus Osnabrück, das aus den Rappern Sicc, Schlafwandler und Jayson besteht. Sie sind oft an ihren mysteriösen und okkulten Texten (Horrorcore) zu erkennen und sind in der Deutsch-Rap-Szene aktiv. An der Gründung des Berliner Independent-Labels Horrorkore Entertainment waren sie beteiligt. Veröffentlicht wurden bisher fünf Musikalben.

## Bedeutung des Namens
Die „4.9.0“ im Bandnamen ist eine Anspielung auf die Stadt Osnabrück, deren Postleitzahlenbereich mit 490 beginnt. In ihren Jugendzeiten trafen sich die Mitglieder der Gruppe des Öfteren auf einem benachbarten Friedhof, um dort erste Lieder zu komponieren.

## Diskografie

### Alben
- 2004: Willkommen im Tal der Finsternis (4.9.0 Studioz)
- 2011: Hanfgranaten Vol. 1 (4.9.0 Studioz)

### Kompilationen
- 2005: In den Strassen von 4.9.0 (als 4.9.0 Clizzic)
- 2005: Die frühen Jahre
- 2006: Wahre Veteranen (4.9.0 Studioz)
- 2011: Hanfgranaten Vol. Zer0 (4.9.0 Studioz)
- 2012: Ausgegraben & Wiederbelebt (4.9.0 Studioz)